# Пал III Дукагини
Пал III Дукагини (на албански: Pal Dukagjini, на италиански: Paolo Ducagini) (1411 – 1458) е албански католически владетел на т.нар. Княжество Дукагини.

## Биография
Произлиза от рода Дукагини и е син на Георги II Дукагини (ок. 1380 – 1409). Той е братовчед на Никола Пал Дукагини и Лека Дукагини.
Пал е васал на Венецианската република. Известно е, че между ноември 1451 г. и февруари 1452 г. венецианският сенат приема молбата му да му бъде разрешено да служи на Венеция не в Улцин както дотогава, а в Лежа, което е по-близо до неговите семейни владения.
През 1451 г. Алфонсо V Арагонски подписва Договора от Гаета със Скендербег, съгласно който Скендербег се признава за негов васал в замяна на военна помощ срещу османците. Подобни договори подписват след това и останалите албански военачалници, сред тях и Пал Дукагини през 1454 г., с което той нарушава десетгодишния си договор, обвързващ го с Венеция.
Заедно с много други албански благородници Пал Дукагини изоставя в крайна сметка Скендербег и дезертира при османците.